# Apis (mythologie)
Apis (Oudgrieks: Ἄπις) is een figuur uit de Griekse mythologie. Hij was de zoon van Phoroneus en de nimf Teledice en dus de broer van Niobe.  Hij nam het koninkrijk van de Peloponnesos over van zijn vader en vestigde een tiranniek bewind. Hij noemde het gebied Apia naar zijn naam. Maar Thelxion, de koning van Sparta, en Telchis beraamden een aanslag en vermoordden Apis. Apis stierf zonder nakomelingschap. Hij werd opgevolgd door Argos, de zoon van zijn zuster Niobe. Na zijn dood zou hij als een godheid vereerd geweest zijn  onder de naam Serapis.